# Gonomyia dissimilis
Gonomyia dissimilis är en tvåvingeart som beskrevs av Alexander 1961. Gonomyia dissimilis ingår i släktet Gonomyia och familjen småharkrankar. Inga underarter finns listade i Catalogue of Life.